# Orheiul Vechi

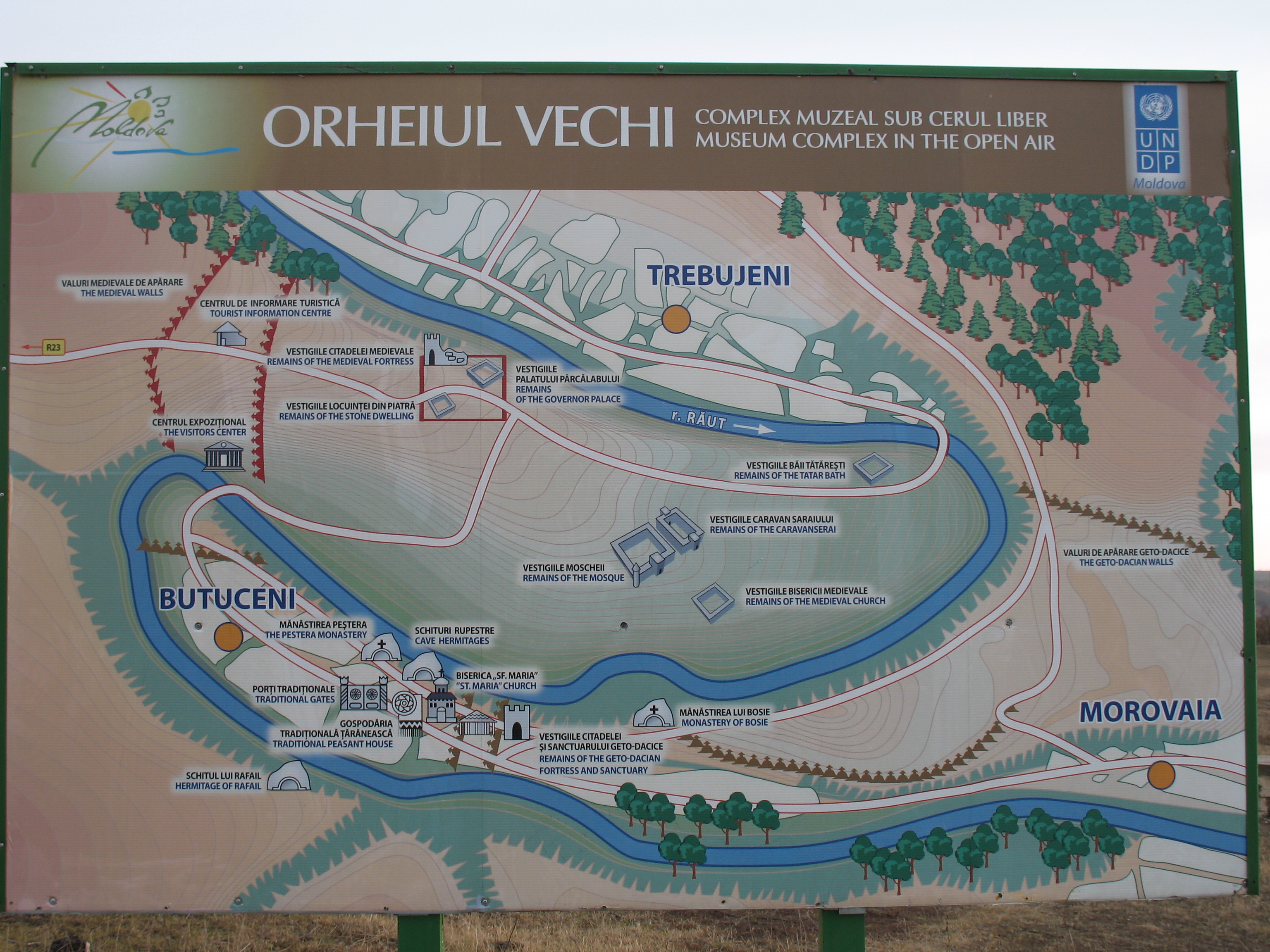

Oud Orhei (Roemeens: Complexul Istorico-Cultural "Orheiul Vechi") is een historisch en archeologisch complex in Nationaal park Orhei in Moldavië, op ongeveer 60 kilometer van de hoofdstad Chişinău. Het complex ligt aan de rivier Răut, in de buurt van de dorpen Trebujeni en Butuceni. Opgravingen hebben aangetoond dat het gebied al sinds de prehistorie bewoond wordt. De rivier heeft het landschap dermate uitgesleten dat er in de bocht van de rivier een ideale plek was ontstaan voor menselijke bewoning; de steile rotsen rondom boden eveneens voldoende mogelijkheden voor de aanleg van verdedigingswerken en religieuze gebouwen.
Tot de oudste resten in Orheiul Vechi behoren die van de Cucutenicultuur (ca. 4500-3000 v.Chr.). Verder zijn er onder andere de restanten gevonden van aarden en houten forten van de Thraciërs, Geten en Daciërs (10e-2e eeuw v.Chr.), de door de Gouden Horde gebouwde stad Sehr al-Cedid (14e eeuw), de stad Orhei (15e-16e eeuw), een Moldavisch fort (14e-16e eeuw), badhuizen, een moskee en karavanserai (14e eeuw), een kerk (14e eeuw) en Orthodoxe kloosters (15e eeuw). De Mariakerk (1904) en een van de kloosters zijn nog in gebruik bij monniken; de grotten worden nog gebruikt als kapellen (de oudste cellen dateren van de 15de eeuw). In de grotten zijn tevens inscripties gevonden in het Oudkerkslavisch, aangebracht door Hajduk die zich verscholen voor het Ottomaanse Rijk.
Het Ministerie van Cultuur van Moldavië diende op 22 februari 2017 een aanvraag in om Oud Orhei te laten erkennen als UNESCO Werelderfgoed.

## Bezienswaardigheden
|  |  |  |  |
|  |  |  |  |